# Dominic Frasca
Pour les articles homonymes, voir Frasca.
Dominic Frasca, né le 6 avril 1967 à Akron dans l'Ohio aux États-Unis, est un guitariste américain.

## Biographie
Dominic Frasca pratique la guitare classique depuis l'adolescence puis s'inscrit à l'université d'Arizona pour étudier la musique et l'instrument de manière académique, avant de renoncer à suivre son programme universitaire. Il fait ensuite la rencontre de Marc Mellits (créant Dark Age Machinery, Metaclopramide, Dometude) puis de Philip Glass (pour une adaptation de Two Pages) avec lesquels il débute des collaborations aboutissant à la publication de l'album Deviations,. Évoluant dans le milieu new-yorkais de la musique minimaliste, il propose en 2000 à Steve Reich d'adapter Violin Phase pour son instrument et en étroite collaboration avec lui compose une version intitulée Electric Guitar Phase. En 2005, il ouvre un petit club à New York nommé « The Monkey » consacré à la musique expérimentale.
Il a notamment développé une guitare à dix cordes et des techniques de jeu adaptées à cet instrument permettant un jeu polyphonique plus riche habituellement obtenu par deux ou trois instruments ou par overdubbing. De plus, ses instruments sont fréquemment agrémentés par plusieurs petits montages sur le corps des guitares lui donnant la possibilité d'utiliser la caisse de résonance comme un instrument à percussion à part entière.

## Discographie
- 2001 : Electric Guitar Phase de Steve Reich sur le disque Triple Quartet, Nonesuch Records
- 2005 : Deviations, Cantaloupe Music
- 2007 : Live at Dominic Frasca's - The Monkey in NYC, CD Baby